# Семенков, Владимир Михайлович
Владимир Михайлович Семенков (6 июня 1946 — 5 сентября 2002) — российский политический деятель, депутат Государственной Думы ФС РФ третьего созыва (1999—2003).

## Биография
Закончил Томский политехнический институт по специальности «инженер-электрик» в 1971 году.
Работал электрослесарем на Назаровской ГРЭС. Работал мастером, затем прорабом Назаровского электромонтажного участка, старшим прорабом, начальником участка Байкало-Амурской магистрали, заместителем начальника управления строительства «НазаровоГРЭСстрой».
В 1986 году стал первым заместителем председателя Назаровского исполкома.
С 1992 по 1999 — мэр города Назарово.

### Депутат государственной думы
Баллотировался в Государственную думу третьего созыва от «Блока Жириновского» под номером 12, избран, был заместителем председателя комитета ГД по охране здоровья и спорту.
В 2001 году вышел из фракции ЛДПР и вошёл во фракцию «Единство».
В 2002 году погиб в автокатастрофе, мандат передан Евгению Логинову.